# VS-30
Il VS-30 è un razzo-sonda brasiliano, da cui è derivato il razzo di produzione brasiliana VSB-30. 

## Descrizione
Il VS-30 è un razzo-sonda monostadio a propellente solido da cui, con l'aggiunta di un propulsore di tipo booster (denominato S31 e costruito per il IAE), è stato ricavato il razzo VSB-30, aumentando la sua capacità di picco e carico utile. Il suo principale scopo scientifico è la realizzare esperimenti in ambienti microgravitazionali.
Il VSB-30 è un razzo-sonda di piccola capacità a due stadi, con stabilizzazione rotazionale. Non ha una torre di integrazione ed il razzo decolla direttamente su piste, riuscendo a superare velocità Mach 6 (ovvero sei volte la velocità del suono).

## Storia
I primi razzi prodotti in Brasile, dal 1967, erano razzi sonori della famiglia Sonda: Sonda I, con un totale di 200 lanci, seguito da Sonda II e III, con più di 90 lanci in totale, e culminato nel 1984 con la Sonda IV, che aveva già una grande capacità di carico utile ed era un razzo a tecnologia controllata, manovrabile in volo dentro e fuori l'atmosfera.
Il VS-30 è il risultato dell'evoluzione della prima versione del razzo Sonda II. Può essere lanciato da solo o nella configurazione VS-30/Orion, come lo stadio superiore di un razzo statunitense Orion. Da solo raggiunge un apogeo di 140 km e come fase superiore di un Orione a 434 km.
Un'altra versione sviluppata dal VS-30 è il razzo VSB-30, frutto una collaborazione tra l'Agenzia Spaziale Brasiliana, il Centro Tecnologico di Aeronautica e il DLR-Moraba tedesco, utilizzato per le esigenze di volo in microgravità dell'Agenzia Spaziale Europea (ESA).
Attualmente, i razzi di questa famiglia sono prodotti e commercializzati da Avibras, essendo i primi dispositivi di lancio spaziale ad acquisire questo livello di produzione in Brasile.

## VS-30/VS-30 Orion

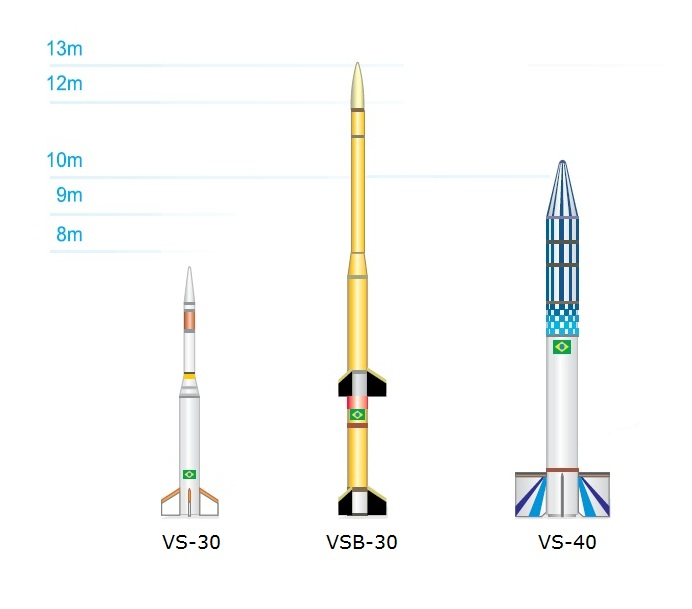
Famiglia di razzi brasiliani VS

### Caratteristiche
VS-30
- Picco: 160 km
- Carico utile: 260 kg
- Massa totale: 1.460 kg
- Diametro: 0,56 m
- Lunghezza totale: 7,43 m

VS-30 Orion
- Picco: 350 km
- Carico utile: 160 kg
- Massa totale: 1.800 kg
- Diametro: 0,56 m
- Lunghezza totale: 8,8 m

### Lanci
| #  | Razzi       | Data       | Local            | Risultato | Osservazioni                        |
| -- | ----------- | ---------- | ---------------- | --------- | ----------------------------------- |
| 1  | VS-30 XV1   | 28/04/1997 | Brasile - CLA    | successo  | Prova, apogeo: 128 km               |
| 2  | VS-30 XV2   | 12/10/1997 | Svezia - Esrange | successo  | Aeronomy, apogeo: 120 km            |
| 3  | VS-30 XV3   | 31/01/1998 | Svezia - Esrange | successo  | Aeronomy, apogeo: 120 km            |
| 4  | VS-30 XV4   | 15/03/1999 | Brasile CLA      | successo  | São Marcos, apogeo: 128 km          |
| 5  | VS-30 XV5   | 06/02/2000 | Brasile CLA      | successo  | Lençois Maranhenses, apogeo: 148 km |
| 6  | VS-30 XV6   | 01/12/2002 | Brasile CLA      | successo  | Cuma, apogeo: 145 km                |
| 7  | VS-30 XV7   | 16/12/2007 | Brasile CLA      | successo  | Angicos GPS, apogeo: 120 km         |
| 8  | VS-30 XV8   | 02/12/2008 | Brasile CLA      | successo  | Operazione Brasile-Germania         |
| 9  | VS-30/Orion | 2013       | Svezia - Esrange | successo  | Scramspace I                        |
| 10 | VS-30/Orion | 2014       | Svezia - Esrange | successo  | ICI-4                               |
| 11 | VS-30 V13   | 2014       | Brasile CLA      | successo  | prova del motore L5                 |

## VSB-30

### Caratteristiche
- Picco: 276 km
- Carico utile: 400 kg
- Massa totale: 2.580 kg
- Diametro: 0,58 m
- Lunghezza totale: 12,4 m

### Lanci[1]
| #  | Razzo      | Data       | Local                          | Risultato           | Missione               |
| -- | ---------- | ---------- | ------------------------------ | ------------------- | ---------------------- |
| 1  | VSB-30 V1  | 23/10/2004 | Brasile - CLA                  | successo            | Cajuana                |
| 2  | VSB-30 V2  | 01/12/2005 | Svezia - Esrange               | successo            | insieme a ESA          |
| 3  | VSB-30 V3  | 11/05/2006 | Svezia - Esrange               | successo            | insieme a ESA          |
| 4  | VSB-30 V4  | 19/07/2007 | Brasile CLA                    | successo (parziale) | perdita carico utile   |
| 5  | VSB-30 V5  | 07/02/2008 | Svezia - Esrange               | successo            | TEXUS 44               |
| 6  | VSB-30 V6  | 21/02/2008 | Svezia - Esrange               | successo            | TEXUS 45               |
| 7  | VSB-30 V8  | 15/052008  | Svezia - Esrange               | successo            | TEXUS 44 (EML 2)       |
| 8  | VSB-30 V9  | 22/11/2009 | Svezia - Esrange               | successo            | TEXUS 46               |
| 9  | VSB-30 V10 | 29/02/2009 | Svezia - Esrange               | successo            | TEXUS 47               |
| 10 | VSB-30 V7  | 12/12/2010 | Brasile - CLA                  | successo            | MICROG 1A              |
| 11 | VSB-30 V15 | 29/03/2011 | Svezia - Esrange               | successo            | TEXUS 49 Apogeo: 268km |
| 12 | VSB-30 V14 | 27/11/2011 | Svezia - Esrange               | successo            | TEXUS 48 Apogeo: 268km |
| 13 | VSB-30 V16 | 13/02/2013 | Svezia - Esrange               | successo            | MASER 12 Apogeo: 259km |
| 14 | VSB-30 V17 | 12/04/2013 | Svezia - Esrange               | successo            | TEXUS 50 Apogeo: 261km |
| 15 | VSB-30 V20 | 22/02/2015 | Svezia - Esrange               | successo            | CRYOFENIX              |
| 16 | VSB-30 V13 | 30/03/2015 | Norvegia - Andøya Space Center | successo            | HIFiRE 7               |
| 17 | VSB-30 V18 | 23/04/2015 | Svezia - Esrange               | successo            | TEXUS 51               |
| 18 | VSB-30 V21 | 27/04/2015 | Svezia - Esrange               | successo            | TEXUS 52               |
| 19 | VSB-30 V24 | 30/06/2015 | Svezia - Esrange               | successo            | MAPHEUS 5              |
| 20 | VSB-30 V22 | 01/12/2015 | Svezia - Esrange               | successo            | MASER 13               |
| 21 | VSB-30 V23 | 23/01/2016 | Svezia - Esrange               | successo            | TEXUS 53               |
| 22 | VSB-30 V11 | 07/12/2016 | Brasile - CLA                  | successo (parziale) | MICROG 2               |
| 23 | VSB-30 V19 | 23/01/2017 | Svezia - Esrange               | successo            | MAIUS 1                |
| 24 | VSB-30 V20 | 13/05/2017 | Svezia - Esrange               | successo            | MAPHEUS 7              |
| 25 | VSB-30 V12 | 30/06/2017 | Australia - Woomera Test Range | successo            | HIFiRE 4a / HIFiRE 4b  |
| 26 | VSB-30 V21 | 13/05/2018 | Svezia - Esrange               | successo            | TEXUS 54               |
| 27 | VSB-30 V22 | 31/05/2018 | Svezia - Esrange               | successo            | TEXUS 55               |
| 28 | VSB-30 V23 | 24/06/2019 | Svezia - Esrange               | successo            | MASER 14               |
| 29 | VSB-30 V24 | 15/11/2019 | Svezia - Esrange               | successo            | TEXUS 56               |
| 30 | VSB-30 V32 | 15/12/2021 | Brasile - CLA                  | successo            | Cruzeiro               |

## Storia operativa
Nel 2018, i razzi della famiglia VS erano decollati 52 volte dai centri di lancio:
- Cosmodromo di Alcântara, Brasile
- Stazione di Kiruna, Svezia[7]
- Centro spaziale di Andøya, Norvegia[8]
- Woomera Test Range, Australia[9]